# よみうり号
よみうり号（よみうりごう）は日本の深海調査船である。

## 概要
読売新聞社・日本テレビ放送網・関東レース倶楽部（1968年に社名をよみうりランドに変更）の3者が、海洋・魚類・海底鉱物を調査し、報道して海洋開発の発展に寄与することを目的として、計1億円を投じ、三菱重工業神戸造船所で建造された潜水調査船であり、「世界初の深海作業潜水船」を謳っていた。自航能力を持ち、船首にマジックハンドが取り付けられており、魚類や岩石の採取が可能であった。ただし航洋能力はなく、移動の際には母船「やまと」（236トン）に曳航された。
運航のため、1964年（昭和39年）2月1日には正力松太郎（読売新聞社社主）を委員長とする「深海作業潜水船運営委員会」が設立され、実行委員には末広恭雄（東京大学名誉教授）、新野弘（同）、宇田道隆（東海大学教授）が選任された。船長にあたる調査作業隊総司令には、海上自衛隊呉潜水艦基地司令であった大場佐一1等海佐がスカウトされた。乗員はすべて旧海軍の潜水艦乗りであった。
1963年（昭和38年）9月に船体を起工したのち、深海作業の各種調査機器を取付作業中だった1964年（昭和39年）1月25日に火災をおこし船体は丸焼けになった（後述） 。
その後船体は完成し、同年5月15日に進水、7月4日に船主に引き渡された。
1964年7月29日、真鶴沖で披露潜航を行い、その状況は日本テレビで実況中継された。その後、新潟地震の海底断層調査、九州一周調査、駿河湾調査、足摺国定公園調査、明石海峡・鳴門海峡調査、奄美諸島の珊瑚礁調査、琉球政府の依頼による沖縄の珊瑚礁調査、富山・石川県沿岸調査、小笠原諸島調査、北海道沿岸調査、オーストラリア政府の依頼によるグレート・バリア・リーフの珊瑚礁調査などを行った。また、大阪万博に際し、通産省の依頼で、日本政府館の呼び物「海洋と開発」で上映される水中シミュレーター映画「海底旅行」の製作に協力した。
1970年（昭和45年）10月26日、伊豆諸島近海を調査中、荒天のため八丈島の底土湾で座礁し、10月30日には破損が激しく修理不能と判断され、放棄された。なお、事故当時は報道が一切なされなかった。『週刊文春』1971年8月9日号は、1971年5月頃に現地で船体の解体が始められたこと、読売新聞側が事故について発表せずに隠蔽工作を行っていたことを報じている。
潜航回数は471回、潜航時間累計は1,464時間10分、最長潜航時間は6時間37分であった。
1971年（昭和46年）4月30日、深海作業潜水船運営委員会は解散した。

## 1964年の火災事故の詳細
1964年（昭和39年）1月25日の朝、兵庫県神戸市にある新三菱重工神戸造船所において船体へバラストを取り付ける作業をしている最中に突然出火。当時、船体内には3名の作業員がいてそのうち1名は船外へ無事に避難出来たが2名が船体内に取り残された。すぐに神戸市消防局から化学消防車、救急車が駆け付けたが出入用ハッチからの救出が出来ずガスバーナーを使って船体に穴を開けての救出が試みられたが深海調査船ゆえに頑丈な造りで救出は難航し結局船内に取り残された2名の作業員は死亡した。出火の原因は船内にあるバッテリーがショートして塗料に燃え移ったものと推察されたが詳しい出火原因は判らなかった。

## 諸元
- 長さ : 14.5メートル
- 高さ : 2.8メートル
- 幅 : 2.45メートル
- 最大潜航深度 : 300メートル
- 排水量 : 35トン
- 水中速力 : 4ノット
- 定員 : 6人
- 観測窓 : 7
- マジックハンド、水中電話、水中投光器、生物採集機、測距・測深儀、撮影機材など設備[1]

## 潜水調査
- 1965年
  - 8月17日 - 9月5日 - 新潟沖地震震源調査
  - 9月22日 - 11月27日 - 九州一周海底調査（読売新聞西部本社発足記念）
  - 11月29日 - 12月10日 - 宇和海海中公園候補地調査
- 1966年
  - 1月13日 - 2月27日 - 駿河湾深海魚調査、フサアンコウやメクラウナギ（ホソヌタウナギ）などを採取しよみうりランドに陳列
  - 4月24日 - 5月25日 - 土佐沖調査
  - 8月1日 - 10月18日 - 沈船（早丸）調査
  - 10月25日 - 12月6日 - 明石沖本州四国連絡架橋調査（建設省依頼）
  - 12月7日 - 15日 - 南紀沖人工魚礁調査
- 1966年
  - 1月18日 - 4月23日 - 第1回奄美大島方面調査
  - 5月17日 - 8月1日 - 第1回沖縄諸島方面調査
  - 9月17日 - 10月11日 - 北陸近海調査（読売新聞北陸支社5周年記念）
  - 11月15日 - 23日 - 松山沖全日空機遭難救助作業
- 1967年
  - 3月17日 - 24日 - 遭難船北扇丸捜索調査
  - 6月5日 - 8月16日 - 第2回奄美大島方面調査、水深250メートルで世界最大のサンゴ（高さ107センチメートル、幅17センチメートル、重さ17キログラム）を採集しよみうりランドに陳列
  - 9月3日 - 12月2日 - 第2回沖縄諸島方面調査（琉球政府委託）
- 1968年
  - 2月9日 - 3月12日 - 人工魚礁調査
  - 3月25日 - 5月14日 - 第3回奄美大島方面調査
  - 6月9日 - 30日 - 小笠原諸島方面調査
  - 7月9日 - 8月27日 - 北海道開道百年記念調査
  - 11月11日 - 1969年6月20日 - オーストラリア海域調査（オーストラリア政府依頼）、グレート・バリア・リーフを調査
- 1969年
  - 9月9日 - 12月26日 - 万国博用海中映画撮影（通産省委託）
- 1970年
  - 4月1日 - 6月17日 - 第4回奄美大島方面調査
  - 6月18日 - 30日 - 遭難船第18卓成丸捜索
  - 10月10日 - 25日 - 伊豆諸島方面調査[8]